# Близна Доња
Близна Доња је насељено место у саставу општине Марина, Сплитско-далматинска жупанија, Република Хрватска.

## Географија
Насеље се налази југозападно од брда Вилаја односно југоисточно од брда Бораја.

## Историја
До територијалне реорганизације у Хрватској налазила се у саставу старе општине Трогир.

## Становништво
На попису становништва 2011. године, Близна Доња је имала 258 становника.
| Број становника по пописима | Број становника по пописима | Број становника по пописима | Број становника по пописима | Број становника по пописима | Број становника по пописима | Број становника по пописима | Број становника по пописима | Број становника по пописима | Број становника по пописима | Број становника по пописима | Број становника по пописима | Број становника по пописима | Број становника по пописима | Број становника по пописима | Број становника по пописима |
| --------------------------- | --------------------------- | --------------------------- | --------------------------- | --------------------------- | --------------------------- | --------------------------- | --------------------------- | --------------------------- | --------------------------- | --------------------------- | --------------------------- | --------------------------- | --------------------------- | --------------------------- | --------------------------- |
| 1857                        | 1869                        | 1880                        | 1890                        | 1900                        | 1910                        | 1921                        | 1931                        | 1948                        | 1953                        | 1961                        | 1971                        | 1981                        | 1991                        | 2001                        | 2011                        |
| 342                         | 390                         | 403                         | 417                         | 481                         | 349                         | 626                         | 643                         | 453                         | 528                         | 542                         | 532                         | 439                         | 355                         | 289                         | 258                         |

Напомена: До 1948. исказивано је под именом Близна, а од 1953. до 1981. Доња Близна. У 1991. смањено је за део подручја који је припојен насељу Митло. У 1921. и 1931. садржи податке за насеље Близна Горња.

### Попис1991.
На попису становништва 1991. године, насељено место Близна Доња је имало 355 становника, следећег националног састава:
| Попис 1991.‍  | Попис 1991.‍  | Попис 1991.‍ | Попис 1991.‍ | Попис 1991.‍ |
| ------------ | ------------ | ----------- | ----------- | ----------- |
|              |              |             |             |             |
| Хрвати       | Хрвати       |             | 351         | 98,87%      |
| Југословени  | Југословени  |             | 1           | 0,28%       |
| неопредељени | неопредељени |             | 2           | 0,56%       |
| непознато    | непознато    |             | 1           | 0,28%       |
| укупно: 355  |              |             |             |             |